# Kon Knueppel
Kon Knueppel (Milwaukee, 3 de agosto de 2005) é um jogador profissional de basquetebol que atua como ala-armador no Charlotte Hornets da NBA. Foi escolhido na quarta posição geral no Draft da NBA de 2025.

## Primeiros anos e ensino médio
Knueppel cresceu em Milwaukee e frequentou a Wisconsin Lutheran High School. Durante sua temporada de calouro, teve médias de 10,8 pontos, 4,7 rebotes e 2,2 assistências por jogo. Como júnior, aumentou suas médias para 19,7 pontos, 9,2 rebotes e 3,8 assistências por jogo. Em seu último ano, registrou médias de 26,4 pontos, 8,8 rebotes e 5,1 assistências por jogo, levando sua equipe ao título estadual com um recorde perfeito de 30–0. Foi nomeado Wisconsin Mr. Basketball e recebeu o prêmio Gatorade Wisconsin Player of the Year.

## Carreira universitária
Knueppel ingressou na Duke University em junho de 2024 e teve uma temporada de estreia impressionante. Disputou 39 jogos como titular, com médias de 14,4 pontos, 4,0 rebotes, 2,7 assistências e 1,0 roubo de bola por jogo, com aproveitamento de 47,9% nos arremessos de quadra, 40,6% nas bolas de três pontos e 91,4% nos lances livres. Em março de 2025, foi nomeado MVP do Torneio da ACC após a vitória por 73–62 sobre Louisville na final. Ao final da temporada, foi incluído no Second-team All-ACC e na ACC All-Freshman Team.

## Carreira profissional
No dia 25 de junho de 2025, Knueppel foi selecionado na quarta posição geral pelos Charlotte Hornets no Draft da NBA. Reconhecido por sua habilidade de arremesso, especialmente de longa distância, é considerado um dos melhores jogadores do draft nesse aspecto. Embora haja questionamentos sobre sua velocidade e habilidades defensivas, seu alto QI de basquete e ética de trabalho compensam essas limitações.

## Estilo de jogo
Knueppel é conhecido por sua habilidade de arremesso, especialmente em situações de catch-and-shoot, e por sua inteligência em quadra. Possui postura profissional, atitude madura e é altamente treinável. Sua capacidade de criar problemas para os adversários em diversos pontos do jogo, combinada com sua eficiência ofensiva, o torna um prospecto valioso para os Hornets.

## Vida pessoal
Knueppel é cristão e frequentou a escola primária e a igreja na St. John’s Lutheran Church, da Wisconsin Evangelical Lutheran Synod, em Wauwatosa, Wisconsin. Seu pai, Kon Sr., jogou basquete universitário na Wisconsin Lutheran College e foi o maior pontuador da história da instituição até 2019. Seus tios Klint, Klay e Kole competiram juntos no torneio de basquete 3x3 Gus Macker como os "Flying Knueppel Brothers". Sua mãe, Chari (née Nordgaard), foi a maior pontuadora da história da Wisconsin-Green Bay e seu tio, Jeff Nordgaard, também jogou na mesma universidade e teve carreira profissional no Milwaukee Bucks e na Europa.